# La Ferté-sur-Chiers

La Ferté-sur-Chiers este o comună în departamentul Ardennes din nordul Franței. În 1 ianuarie 2022 avea o populație de 176 de locuitori.